# Intoshia linei
Intoshia linei — вид прямоплавів родини Rhopaluridae.

## Поширення
Вид поширений на північному сході Атлантики біля узбережжя Франції та у Баренцовому морях..

## Спосіб життя
Вид є ендопаразитом немертин Lineus ruber.